# Sporup Sogn
Sporup Sogn er et sogn i Favrskov Provsti (Århus Stift).
I 1800-tallet var Sporup Sogn anneks til Røgen Sogn. Begge sogne hørte til Gjern Herred i Skanderborg Amt. Røgen-Sporup sognekommune blev ved kommunalreformen i 1970 indlemmet i Hammel Kommune, som ved strukturreformen i 2007 indgik i Favrskov Kommune.
I Sporup Sogn ligger Sporup Kirke.
I sognet findes følgende autoriserede stednavne:
- Farre (bebyggelse, ejerlav)
- Farre Hede (bebyggelse)
- Farre Mark (bebyggelse)
- Højløkke (areal)
- Lyngby (bebyggelse, ejerlav)
- Rukær (areal)
- Sporup (bebyggelse)